# 27363 Alvanclark
27363 Alvanclark è un asteroide della fascia principale. Scoperto nel 2000, presenta un'orbita caratterizzata da un semiasse maggiore pari a 2,7447925 au e da un'eccentricità di 0,0392616, inclinata di 4,62140° rispetto all'eclittica.
L'asteroide è dedicato all'astronomo statunitense Alvan Clark.